# Elezioni presidenziali in Islanda del 2024
Le elezioni presidenziali in Islanda del 2024 si sono tenute il 1º giugno per il rinnovo della Presidenza del paese.
Esse hanno visto, contrariamente alle previsioni, la vittoria dell’imprenditrice Halla Tómasdóttir, la quale, con il 34,15% delle preferenze, ha così battuto i suoi sfidanti, tra cui specialmente l’ex-Prima ministra Katrín Jakobsdóttir, fermatasi invece al 25,19%.
Il Presidente uscente, Guðni Thorlacius Jóhannesson, sebbene potesse, ha deciso di non presentarsi per la rielezione.

## Sistema elettorale
Per le elezioni presidenziali, la legge elettorale islandese prevede l’applicazione di un sistema maggioritario secco, secondo cui è dichiarato eletto il candidato che ottenga il maggior numero dei voti (Plurality).
In aggiunta, per poter contendere, un candidato ha bisogno di avere almeno 35 anni al giorno delle elezioni (secondo quanto prescritto dalla Costituzione) e di essere supportato validamente da 1.200 firme degli elettori.

## Risultati
| Halla Tómasdóttir              | Indipendente                     | 73 182  | 34,15 |  |  |  |  |  |
| Katrín Jakobsdóttir            | Sinistra - Movimento Verde (V-G) | 53 980  | 25,19 |  |  |  |  |  |
| Halla Hrund Logadóttir         | Indipendente                     | 33 601  | 15,68 |  |  |  |  |  |
| Jón Gnarr                      | Besti flokkurinn (BF)            | 21 634  | 10,09 |  |  |  |  |  |
| Baldur Þórhallsson             | Indipendente                     | 18 030  | 8,41  |  |  |  |  |  |
| Arnar Þór Jónsson              | Indipendente                     | 10 881  | 5,08  |  |  |  |  |  |
| Steinunn Ólína Þorsteinsdóttir | Indipendente                     | 1 383   | 0,65  |  |  |  |  |  |
| Ástþór Magnússon               | Indipendente                     | 465     | 0,22  |  |  |  |  |  |
| Ásdís Rán Gunnarsdóttir        | Indipendente                     | 394     | 0,18  |  |  |  |  |  |
| Viktor Traustason              | Indipendente                     | 392     | 0,18  |  |  |  |  |  |
| Helga Þórisdóttir              | Indipendente                     | 275     | 0,13  |  |  |  |  |  |
| Eiríkur Ingi Jóhannsson        | Indipendente                     | 101     | 0,05  |  |  |  |  |  |
| Totale                         | Totale                           | 214 318 | 100   |  |  |  |  |  |
|                                |                                  |         |       |  |  |  |  |  |
| Schede bianche                 | Schede bianche                   | 803     | 0,37  |  |  |  |  |  |
| Schede nulle                   | Schede nulle                     | 514     | 0,24  |  |  |  |  |  |
| Votanti                        | Votanti                          | 215 635 | 80,78 |  |  |  |  |  |
| Elettori                       | Elettori                         | 266 935 |       |  |  |  |  |  |

| Halla Tómasdóttir              |  | 34,15% |
| Katrín Jakobsdóttir            |  | 25,19% |
| Halla Hrund Logadóttir         |  | 15,68% |
| Jón Gnarr                      |  | 10,09% |
| Baldur Þórhallsson             |  | 8,41%  |
| Arnar Þór Jónsson              |  | 5,08%  |
| Steinunn Ólína Þorsteinsdóttir |  | 0,65%  |
| Ástþór Magnússon               |  | 0,22%  |
| Ásdís Rán Gunnarsdóttir        |  | 0,18%  |
| Viktor Traustason              |  | 0,18%  |
| Helga Þórisdóttir              |  | 0,13%  |
| Eiríkur Ingi Jóhannsson        |  | 0,05%  |